# Ali Aydın
Ali Aydın (Ordu, 1961. október 9. –) török nemzetközi labdarúgó-játékvezető.

## Pályafutása

### Nemzeti játékvezetés
Játékvezetésből Orduban vizsgázott. Vizsgáját követően a Ordui Labdarúgó-szövetség által üzemeltetett labdarúgó bajnokságokban kezdte sportszolgálatát.[forrás?] A Török Labdarúgó-szövetség (TFF) Játékvezető Bizottságának (JB) minősítésével 1999-től a Süper Lig játékvezetője. Küldési gyakorlat szerint rendszeres 4. bírói szolgálatot is végzett. A nemzeti játékvezetéstől 2004-ben a FIFA JB 45 éves korhatárát elérve visszavonult. Aktív pályafutását az Regional Amateur League bajnokságában folytatta. Süper Lig mérkőzéseinek száma: 50 (2001– 2004).

### Nemzetközi játékvezetés
A Török labdarúgó-szövetség JB terjesztette fel nemzetközi játékvezetőnek, a Nemzetközi Labdarúgó-szövetség (FIFA) 2001-től tartotta nyilván bírói keretében. Több nemzetek közötti válogatott, valamint  Intertotó-kupa és UEFA-kupa klubmérkőzést vezetett, vagy működő társának 4. bíróként segített. A török nemzetközi játékvezetők rangsorában, a világbajnokság-Európa-bajnokság sorrendjében többedmagával a 21. helyet foglalja el 1 találkozó szolgálatával. A nemzetközi játékvezetéstől 2004-ben búcsúzott. Válogatott mérkőzéseinek száma: 4.

#### Labdarúgó-Európa-bajnokság
A 2004-es labdarúgó-Európa-bajnokságon az UEFA JB játékvezetőként foglalkoztatta.
| Időpont           | Helyszín                             | Mérkőzés típusa           | Mérkőzés           | Eredmény | Nézők száma |
| ----------------- | ------------------------------------ | ------------------------- | ------------------ | -------- | ----------- |
| 2003. március 30. | d`Aixovall Stadion, Andorra la Vella | előselejtező (8. csoport) | Andorra–Észtország | 0 – 2    | 500         |